# Ogose
Ogose (越生町 Ogose-machi?) es un pueblo en la prefectura de Saitama, Japón, localizado en el centro-este de la isla de Honshū, en la región de Kantō. El 1 de marzo de 2021 tenía una población estimada de 10 905 habitantes y una densidad de población de 270 personas por km².

## Geografía
Ogose está localizado en el centro de la prefectura de Saitama, aproximadamente 50 kilómetros del centro de Tokio. Limita con la ciudad de Hannō y con los pueblos de Moroyama, Tokigawa y Hatoyama.

## Historia
El pueblo de fue creado dentro del distrito de Iruma el 1 de abril de 1889. Anexó la vecina Umezono el 1 de febrero de 1955.

## Demografía
Según los datos del censo japonés, la población de Ogose ha crecido en los últimos 40 años.
| Gráfica de evolución demográfica de Ogose entre 1940 y 2015 |
|                                                             |
| Oficina de Estadística de Japón                             |